# هوارد جونسون (مغني)
هوارد جونسون (بالإنجليزية: Howard Johnson)‏ هو مغني أمريكي، ولد في 28 نوفمبر 1956 في ميامي في الولايات المتحدة.

## وصلات خارجية
- هوارد جونسون على موقع ميوزك برينز (الإنجليزية)
- هوارد جونسون على موقع ديسكوغز (الإنجليزية)